# Pollia thyrsiflora
Pollia thyrsiflora är en himmelsblomsväxtart som först beskrevs av Carl Ludwig von Blume, och fick sitt nu gällande namn av Ernst Gottlieb von Steudel. Pollia thyrsiflora ingår i släktet Pollia och familjen himmelsblomsväxter. Inga underarter finns listade.